# Badan Palhares
Fortunato Antônio Badan Palhares (São Paulo, 27 de junho de 1943) é um médico legista brasileiro. 
Possui graduação pela F.C.M. UNICAMP (1974), com especialização em medicina legal e anatomia patológica. Teve 22 trabalhos científicos publicados no Brasil, e 15 no exterior. Apresentou 75 trabalhos científicos em congressos no Brasil e 21 no exterior.
Foi pesquisador da Universidade Estadual de Campinas e ficou famoso por atuar na investigação forense de vários crimes, como o assassinato de PC Farias e na identificação das ossadas encontradas em uma vala comum no Cemitério de Perus, em São Paulo. 
No caso PC Farias, as investigações do legista Badan Palhares deram como resultado que Suzana Marcolino matou PC Farias e suicidou-se em seguida. Entretanto, seu laudo foi amplamente contestado por uma junta de peritos, entre os quais: Genivaldo Veloso de França, da Universidade Federal da Paraíba; Daniel Muñoz, da USP; Domingos Tochetto, da Escola Superior da Magistratura do Rio Grande do Sul; Nicholas Soares Passos, da Secretaria de Segurança Pública de Alagoas; e George Sanguinetti, na época, da Universidade Federal de Alagoas. Segundo o jornalista Lucas Figueiredo, esta citada junta contrariou o Dr. Badan Palhares em diversos aspectos, como, por exemplo: A) a ausência de manchas de sangue de Suzana na arma, não obstante tenha esguichado no lençol e roupas e a execução do disparo tenha sido realizado a queima-roupa; e B) a altura de Suzana, 1,57m, dez centímetros a menos que o alegado pelo Dr. Badan Palhares.
Badan Palhares também foi quem foi chamado pela Polícia Federal a Goiânia, em 1988, para atestar que a morte inesperada do sequestrador do Voo VASP 375, Raimundo Nonato, se devia a um quadro de anemia falciforme. Os médicos do hospital em que Raimundo estava internado se recusaram a assinar o laudo, e segundo Ivan Sant'anna, em seu livro Caixa Preta, "murmurava-se pelos corredores do hospital que Raimundo fora assassinado pela própria polícia com uma injeção letal". 